# Hugo Jahnke
Curt Hugo Jahnke (ur. 6 marca 1886 w Sztokholmie, zm. 12 stycznia 1939 tamże) – szwedzki sportowiec, olimpijczyk.
Wystąpił na ich letniej edycji z 1908 w Londynie, gdzie zdobył złoty medal w drużynowych zawodach gimnastycznych.